# Melanerpes
Melanerpes és un gènere d'ocells de la família dels pícids (picidae) Són picots de mitjana grandària que habiten al Nou Món.

## Llista d'espècies
Aquest gènere está format per 23 espècies:
- picot frontdaurat (Melanerpes aurifrons).[3]
- picot dels cactus (Melanerpes cactorum).[4]
- picot blanc (Melanerpes candidus).
- picot de Carolina (Melanerpes carolinus).
- picot de clatell daurat (Melanerpes chrysauchen).
- picot galtadaurat (Melanerpes chrysogenys).
- picot blau (Melanerpes cruentatus).
- picot cap-roig (Melanerpes erythrocephalus).
- picot frontgroc (Melanerpes flavifrons).
- picot menjaglans (Melanerpes formicivorus).
- picot de l'illa de Guadeloupe (Melanerpes herminieri).
- picot de Hoffmann (Melanerpes hoffmannii).
- picot pitgrís (Melanerpes hypopolius).
- picot de Lewis (Melanerpes lewis).
- picot de Puerto Rico (Melanerpes portoricensis).
- picot de Pucheran (Melanerpes pucherani).
- picot del Magdalena (Melanerpes pulcher).
- picot de Yucatán (Melanerpes pygmaeus).
- picot de Jamaica (Melanerpes radiolatus).
- picot de corona roja (Melanerpes rubricapillus).
- picot de la Hispaniola (Melanerpes striatus).
- picot cellanegre (Melanerpes superciliaris).
- picot del Gila (Melanerpes uropygialis).

Melanerpes candidus era inclòs en el gènere Leuconerpes.